# Hospice Beaujon

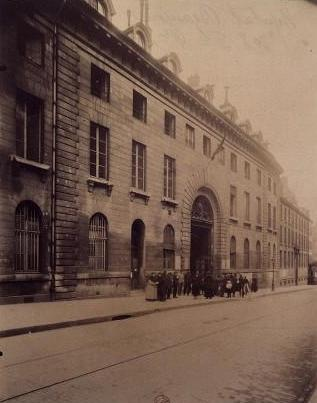
L'hôpital (ex-hospice) Beaujon, Paris, 1784. Photographie d'Eugène Atget, 1906. Paris, Bibliothèque nationale de France.

L'hospice Beaujon est un établissement fondé en 1785 rue du Faubourg-du-Roule (actuellement 208 rue du Faubourg-Saint-Honoré) pour accueillir des enfants pauvres du quartier, transformé en hôpital en 1795 et transféré en 1935 à Clichy. Le bâtiment originel du XVIIIe siècle préservé accueille en 2024 une crèche et un conservatoire.

## Fondation de l'hospice Beaujon
L’hospice Beaujon est construit de juillet 1784 à août 1785 par l’architecte Nicolas-Claude Girardin pour le banquier Nicolas Beaujon qui possédait un terrain acheté au baron d’Arcy s’étendant en longueur de la rue du faubourg du Roule (actuelle rue du Faubourg Saint-Honoré) à la rue de Chartres (actuelle rue de Courcelles). Le bâtiment sur rue d’un coût de construction d’un million de livres est un quadrilatère de 16 toises (environ 30 mètres) sur 24 de profondeur (environ 40 mètres) autour d'une cour, à façade monumentale sur rue percée en son centre par un large portique en plein cintre surmonté d'une voûte à caissons. 
Il abritait un orphelinat qui fonctionnait grâce à un fonds de 20 000 livres de rentes destiné à l’éducation de vingt-quatre enfants à partir de 7 ans, douze jeunes gens et douze jeunes filles pauvres du quartier quittant l’hospice à 14 ans muni d’un pécule de 400 livres. L’établissement qui comportait également dès l’origine un service de consultation médical était géré par six sœurs grises et deux lazaristes sous l’administration du président Chrétien-François II de Lamoignon.
« Louis, etc. Le sr Nicolas Beaujon, notre conseiller d’État, trésorier, commandeur de notre ordre militaire de Saint-Louis, notre conseiller, secrétaire, maison, couronne de France, et de nos finances, receveur général de nos finances de la généralité de Rouen, nous a très humblement fait représenter qu’ayant formé depuis longtemps le projet d’établir et fonder dans la paroisse de Saint-Philippe-du-Roule, dont les besoins lui sont connus, un hospice pour y faire nourrir et instruire vingt-quatre pauvres enfants, orphelins, ou autres, natifs de ladite paroisse, moitié garçons et moitié filles, dans lequel hospice, les habitants de cette même paroisse pourront envoyer leurs enfants pour y être instruits gratuitement, et trouveront dans la chapelle d’icelui en cas de nécessité, le secours de messes et offices, lorsqu’ils ne pourront se rendre à l’église paroissiale déjà trop peu spacieuse ; et désirant former cet utile établissement d’une manière solide et durable, dont les moyens nous ont été présentés dans un projet d’acte de fondation attaché sous le contre-scel des présentes ; il nous a fait supplier de l’autoriser à effectuer ladite fondation, et à donner audit projet la forme authentique et stable qu’il ne peut avoir sans nos lettres-patentes sur ce nécessaires ; à ces causes et autres à ce nous mouvant, vu ledit projet d’acte de fondation, attaché sous le contre-scel des présentes, et voulant marquer audit sieur Beaujon, dont l’attachement et le zèle au bien de notre service nous sont connus depuis longtemps, la satisfaction que nous avons du noble et pieux dessein qu’il a conçu pour un établissement si digne de notre protection, nous avons de notre grâce spéciale, pleine puissance et autorité royale, dit, statué et ordonné, disons, statuons et ordonnons, nous plait ce qui suit : Art. 1er. Avons permis et permettons, par ces présentes, audit sieur Beaujon, d’établir et fonder à perpétuité, dans la paroisse de Saint-Philippe-du-Roule, de notre bonne ville de Paris, sur le terrain où sont établis actuellement les bâtiments et jardins, clos de murs, situés dans la grande rue du Faubourg-du-Roule, un hôpital ou hospice pour entretenir et faire instruire vingt-quatre pauvres enfants de ladite paroisse, dont douze garçons et douze filles, choisis par préférence parmi ceux orphelins etc… Art. 3. Autorisons le sieur Beaujon à faire devant notaire et tous notaires passer acte, sous l’acceptation des administrateurs, contenant donation entre-vifs, audit hospice pour l’établissement et dotation d’icelui, tant de la chapelle Saint-Nicolas que le sieur Beaujon a fait construire au faubourg du Roule, vis-à-vis les bâtiments dudit hospice, vases et ornements d’icelle, que des bâtiments, jardin et terrains, clos de murs, le tout établi sur les terrains acquis par ledit sieur Beaujon du sieur baron d’Arcy, par deux contrats des 23 juillet 1783 et 1er août 1784, ensemble de 25 000 liv. de rente, au principal de 625 000 liv. à prendre dans celle créée à 4 pour cent sur nos aides et gabelles, et nos autres revenus au profit du sieur Beaujon, etc. — Donné à Versailles au mois de mai de l’an de grâce 1785. — Signé Louis. »
« En entrant, on trouvait à droite l'école des garçons, à gauche celle des filles, au premier étage le logement des frères lazaristes. Dans la cour, l'aile droite contenait la buanderie, la lingerie et le dortoir des garçons. Dans l'aile gauche étaient les cuisines, le réfectoire des sœurs grises de saint Vincent de Paul, au premier le dortoir des filles. Dans tous les dortoirs, des lits sans rideaux étaient alignés par rangs de douze, plus un treizième pour un surveillant ou une religieuse. Le bâtiment du fond, entre cour et jardin, contenait au premier la chapelle, l'infirmerie et le réfectoire des sœurs. À la jonction de ce bâtiment et des ailes, deux grands escaliers à vis desservent tout l'édifice. À leur sortie, les enfants recevaient 400 livres pour payer leur apprentissage. En amateur éclairé des arts, Beaujon avait fondé pour les plus doués d'entre eux six bourses à l'École gratuite de dessin, notre École des arts décoratifs ».

## Transformation de l'hospice en hôpital

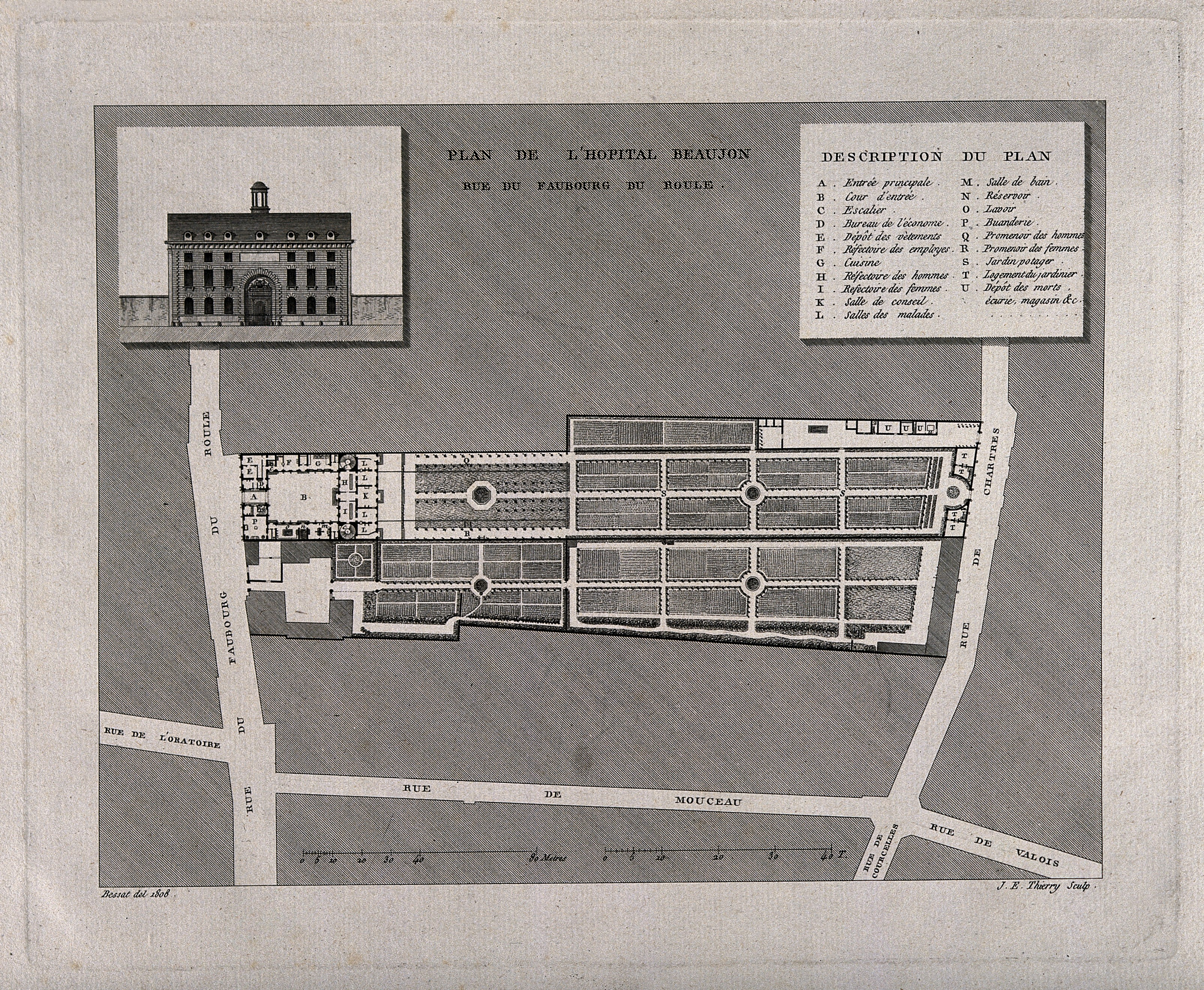
Plan de l'hôpital Beaujon et de son jardin en 1808.

L’hospice est transformé en hôpital par décret de la Convention du 29 nivôse de l’an III (18 janvier 1795), les élèves étant placés  parmi ceux de la Patrie ou rendus à leur famille. Les bâtiments sont réaménagés par l’architecte Nicolas Marie Clavereau qui modifie certaines cloisons, ajoute des escaliers  circulaires et aménage dans le jardin des annexes disposant d'une entrée particulière rue de Chartres (de Courcelles). Un portail sur la façade arrière du bâtiment principal donnant accès au jardin était encadré de deux pavillons en forme de demi-cercle. Deux pelouses parallèles entourées d'allées plantées d'arbres formaient les deux promenoirs distincts des hommes et des femmes avec un bassin hexagonal et, au-delà, un jardin potager. L’hôpital comprenait 80 lits en 1795 et 100 en 1805, le service étant assuré à cette date par 27 personnes, 16 infirmières, un médecin, un chirurgien, un pharmacien, deux élèves pharmacien et médecin et personnel de service. Au début du XIXe siècle, il était considéré comme salubre, propre et bien aménagé.
L'établissement nommé « hospice de l'Ouest » en 1795  puis officiellement « hôpital Beaujon » en 1803 reste couramment désigné comme « hospice Beaujon ».
L’hôpital est ensuite agrandi au cours de la deuxième moitié du XIXe siècle par deux ailes ajoutées en façade et construction  à l’arrière dans le jardin de bâtiments en peigne reliés par une galerie au rez-de-chaussée. Ces adjonctions qui ne modifient pas le bâtiment originel de Girardin sont détruites en 1989. L'hôpital comprenait 700 lits en 1935 et était considéré comme vétuste.
Il sert d'hôpital militaire durant la Grande Guerre (1914-1918).
Le poète et journaliste Claude Roy y voit le jour en 1915.
Le président Paul Doumer y meurt le 7 mai 1932, après que Paul Gorgulov lui a tiré deux balles de révolver à proximité, à l'hôtel Salomon de Rothschild.

## Abandon de l'hôpital parisien et transfert à Clichy
L'Assistance publique fait construire un nouvel hôpital sur des terrains dont elle était propriétaire à Clichy. Les premiers patients y sont admis en 1935 et l’ancien hôpital ne reçoit plus de malades à partir de janvier 1937.
Le commissariat du 8e arrondissement et une école de gardiens de la paix s’y installent.
La ZAC Beaujon est aménagée en 2013 sur le terrain des bâtiments qui avaient été construits sur le jardin à l’arrière de l’édifice du XVIIIe siècle. Celui-ci, en cours de rénovation en 2024 accueille une crèche et le conservatoire Camille Saint-Saëns de l’arrondissement, des salles de sport et d'animation.